# Dysk protoplanetarny

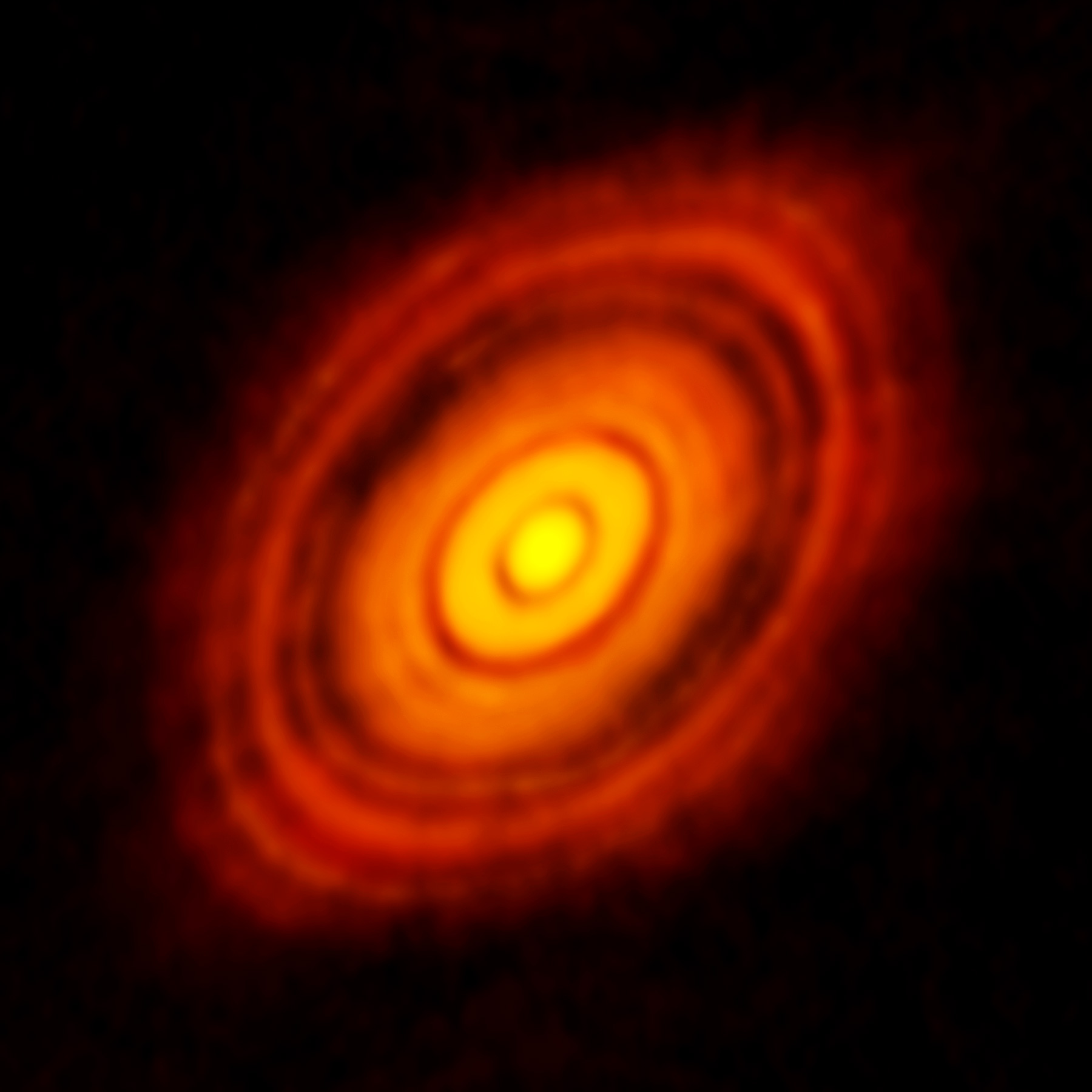
Obraz radiowy HL Tauri uzyskany w Atacama Large Millimeter Array.

Dysk protoplanetarny – obracający się wokół nowo powstałej gwiazdy typu T Tauri lub Herbig Ae / Be dysk złożony z gazu i pyłu. Dysk protoplanetarny może być również uznany za dysk akrecyjny dla tejże gwiazdy, ponieważ gazy i inny materiał z wewnętrznej krawędzi dysku może opadać na powierzchnię gwiazdy. Procesu tego nie należy mylić z procesem akrecyjnym skutkującym powstaniem samych planet. Zjonizowane dyski protoplanetarne nazywane są proplydami.
W lipcu 2018 r. opublikowane zostało pierwsze zdjęcie takiego dysku, zawierającego powstającą egzoplanetę, o nazwie PDS 70b.

## Obserwacje
Tworzenie się dysków podczas formowania się gwiazdy poprzez zapadanie grawitacyjne jest nieuniknioną konsekwencją zachowania momentu pędu. Dysk protoplanetarny jest znacznie chłodniejszy od jego gwiazdy. Jest cieplejszy w pobliżu gwiazdy, a chłodniejszy na zewnątrz i ma znaczne rozmiary, w wyniku tego promieniowanie dysku w zakresie od mikrometrów do milimetrów jest znacznie silniejsze niż promieniowanie gwiazdy, deformując charakterystykę widmową gwiazdy. Odstępstwo widma promieniowania gwiazdy w tym zakresie od promieniowania ciała doskonale czarnego było pierwszą przesłanką świadczącą o tym, że gwiazdę otacza obłok znacznie chłodniejszej materii.
Dyski protoplanetarne i ich strukturę można zatem obserwować za pomocą teleskopów w podczerwieni i radioteleskopów, a badanie zależności długości fali i jasności od promienia umożliwia badanie struktury dysku. Dodatkowych informacji dostarcza promieniowanie gwiazdy, której dysk towarzyszy.
Obserwacje przed erą radioastronomii dostarczyły pewnej ilości danych, jednak dopiero wyniesiony na orbitę w 1983 r. satelita astronomiczny IRAS do przeglądu nieba w podczerwieni umożliwił przeprowadzenie pierwszych badań statystycznych dotyczących występowania dysków wokół gwiazd. Wkrótce potem pierwsze czułe detektory fal o długości milimetrowej wykazały, że wiele dysków zawierało duże ziarna pyłu z wystarczającą ilością materiału, aby uformować układy planetarne. Interferometria w podczerwieni umożliwiła potwierdzenie rotacji dysków (1987). Jednoznaczne dowody na spłaszczoną strukturę dysków pojawiły się dzięki obserwacjom optycznym za pomocą Kosmicznego Teleskopu Hubble’a, ukazując obrazy cieni dysków na jasnym tle mgławicy (1994). Tempo odkryć przyspieszyło w ciągu następnej dekady ze względu na wzrost czułości, rozdzielczości i zakresu obserwowanych fal. Obserwatorium kosmiczne w podczerwieni (ISO), a w szczególności Kosmiczny Teleskop Spitzera, znacznie rozszerzyły ilość danych o dyskach i centralnej gwieździe; masie, wieku, środowisku i stanie jej ewolucji. Wprowadzenie interferometrycznych matryc radarów submilimetrowych (SMA) (np. Very Large Array) rozszerzyło zakres badań na krótsze długości fal, w tym na reżim poniżej milimetrowy, zapewniając możliwość bardziej szczegółowego mapowania słabszych struktur. Potencjał do rozwiązywania podstawowych pytań dotyczących formowania dysków protoplanetarnych, a z nich planet, dostarczyły motywacji do opracowania nowych urządzeń pomiarowych, w tym Kosmiczne Obserwatorium Herschela i Atacama Large Millimeter Array (ALMA).

## Klasyfikacja młodych obiektów gwiazdowych
Obserwując obiekty gwiazdowe w podczerwieni, zauważono, że ich spektrum w podczerwieni nie odpowiada spektrum promieniowania ciała o określonej temperaturze, sugerowano, że są to obiekty przekształcające się w gwiazdy, określane jako młode obiekty gwiazdowe (en. Young Stellar Objects YSO). Lada i Wilking (1984) wprowadzili klasyfikację tych obiektów w oparciu o charakterystykę promieniowania w zakresie 2 do 25 μm. Obiekty podzielono na 3 klasy oznaczone I, II i III. Dalsze obserwacje widm rozszerzyły tę klasyfikację o klasę 0. Sekwencja klasowa naturalnie wpasowuje się w teoretyczne ramy obracającego się, zapadającego się obłoku z dyskiem.
Klasyfikując młode obiekty gwiazdowe uwzględnia się też występowanie w ich widmie promieniowania linii wodoru i w zakresie UV, świadczące o akrecji z dysku na gwiazdę. Część obiektów klasy II i III ma wyraźne objawy akrecji, a podział ten częściowo koreluje z podziałem na klasy II i III. W analizie stanu obiektu gwiazdowego uwzględnia się też położenie jego na diagramie H-R.
Dysk tworzy się bardzo wcześnie i szybko rośnie już gdy obiekt jest w klasie 0. W fazie klasy I przebywa przez około 0,5 mln lat. Otaczająca otoczka i silne odpływy materii mogą utrudniać pomiary właściwości dysku w tych wczesnych okresach. Obiekt przechodzi do klasy II, gdy ich centralne gwiazdy stają się widoczne optycznie. Mediana czasu życia dysku na tym etapie wynosi 2–3 mln lat, ale na tym etapie występuje znaczne zróżnicowanie w szybkości i sposobie ewolucji układu gwiazda-dysk.
Duże badania wykonane przez Kosmiczny Teleskop Spitzera zmapowały około 90% wszystkich obszarów gwiazdotwórczych w promieniu 500 pc od Słońca, a widma uzyskano dla ponad 2000 młodych obiektów gwiazdowych. Precyzja i przebadany zakres długości fal tych obserwacji pokazuje ogromną różnorodność dysków wokół młodych obiektów gwiazdowych oraz nieadekwatność charakteryzowania ich tylko na podstawie charakterystyki promieniowania w podczerwieni, szczególnie gdy dyski rozpraszają się i otwierają centralne otwory.

## Powstawanie
Protogwiazdy powstają z obłoków molekularnych składających się głównie z wodoru. Gdy część obłoku molekularnego osiąga graniczny rozmiar, graniczną masę lub gęstość, zaczyna się zapadać pod wpływem własnej grawitacji. Gdy ten zapadający się obłok, zwany mgławicą słoneczną, staje się gęstszy, pierwotne ruchy gazu występujące w chmurze uśredniają się, obłok można traktować jako jednolitą, obracającą się chmurę. Zachowanie momentu pędu w kurczącym się obłoku zwiększa jego prędkość obrotową. Ten obrót powoduje, że chmura się spłaszcza, przybiera formę dysku. Dzieje się tak, ponieważ siła odśrodkowa działa w kierunku prostopadłym do osi obrotu; obłok zapada się szybciej z kierunków nie leżących w płaszczyźnie obrotu obłoku. Wewnątrz obłoku formuje się pierwsze stabilne jądro otoczone obłokiem gazu tak gęstym, że promieniowanie jądra i dysku nie przebija się przez niego, jest to obiekt klasy 0. Pomiary rozkładu emitowanej energii i pomiary spektroskopowe wskazują, że wewnątrz chmury jest już dysk. Po zmniejszeniu się gęstości chmury otaczającej protogwiazdę, promieniowanie jej i dysku zaczyna być zauważalne w widmie promieniowania, obiekt jest zaliczany do klasy I. Scenariusze tworzenia się dysków, nie są jeszcze dokładnie poznane. Wiadomo, że dyski początkowo szybko rosną, ale później nie przybierają na masie i mają względnie wysoką temperaturę, co sugeruje, że następuje ich zapadanie się na protogwiazdę. Potwierdza to także obserwowany wybuchowe akrecje materii na protogwiazdę. Rozważany jest wpływ pola magnetycznego na utrzymanie stabilności dysku, ale zmierzone pole magnetyczne jest niewystarczające do zapewnienia lepkości rozpraszającej energię opadania. Dyski mają początkowo wysoką temperaturę, utrzymywaną w wyniku rozpraszania energii opadania na protogwiazdę. Powyższe fakty obserwacyjne oraz symulacje modeli teoretycznych wskazują, że dyski protoplanetarne na tym etapie nie są stabilne.
Rezultatem jest utworzenie się cienkiego dysku. Ten kolaps trwa około 100 000 lat. Po tym czasie gwiazda osiąga temperaturę powierzchni podobną do gwiazdy z ciągu głównego o tej samej masie i staje się widoczna.
Teraz jest gwiazdą typu T Tauri. Akrecja gazu na gwiazdę trwa przez kolejne 10 milionów lat, zanim dysk zniknie zdmuchnięty przez wiatr gwiazdowy młodej gwiazdy albo przestanie promieniować po zakończeniu akrecji. Najstarszy odkryty dotąd dysk protoplanetarny ma 25 milionów lat.

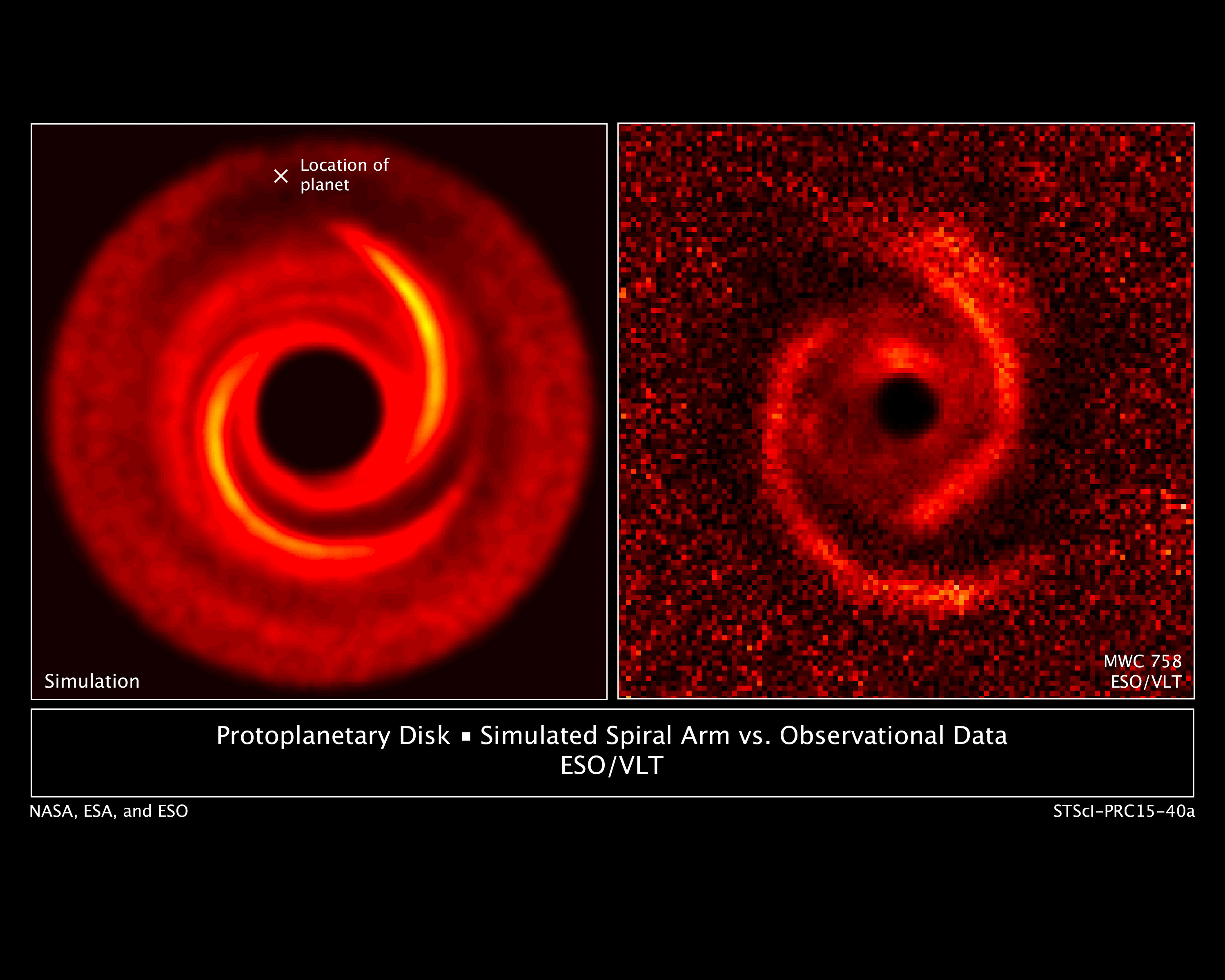
Dysk protoplanetarny. Porównanie symulowanej spirali z danymi obserwacyjnymi.

Dyski protoplanetarne wokół gwiazd typu T Tauri różnią się od dysków otaczających główne ciała układów podwójnych pod względem ich wielkości i temperatury. Mają promień do 1000 AU, a tylko najbliższe gwieździe części osiągają temperatury powyżej 1000 K. Bardzo często towarzyszą im dżety.
Dyski protoplanetarne spostrzeżono wokół kilku młodych gwiazd w naszej galaktyce. Obserwacje wykonane przez Kosmiczny Teleskop Hubble’a wykazały, że w Mgławicy Oriona powstają proplydy i dyski protoplanetarne.

## Układ planetarny

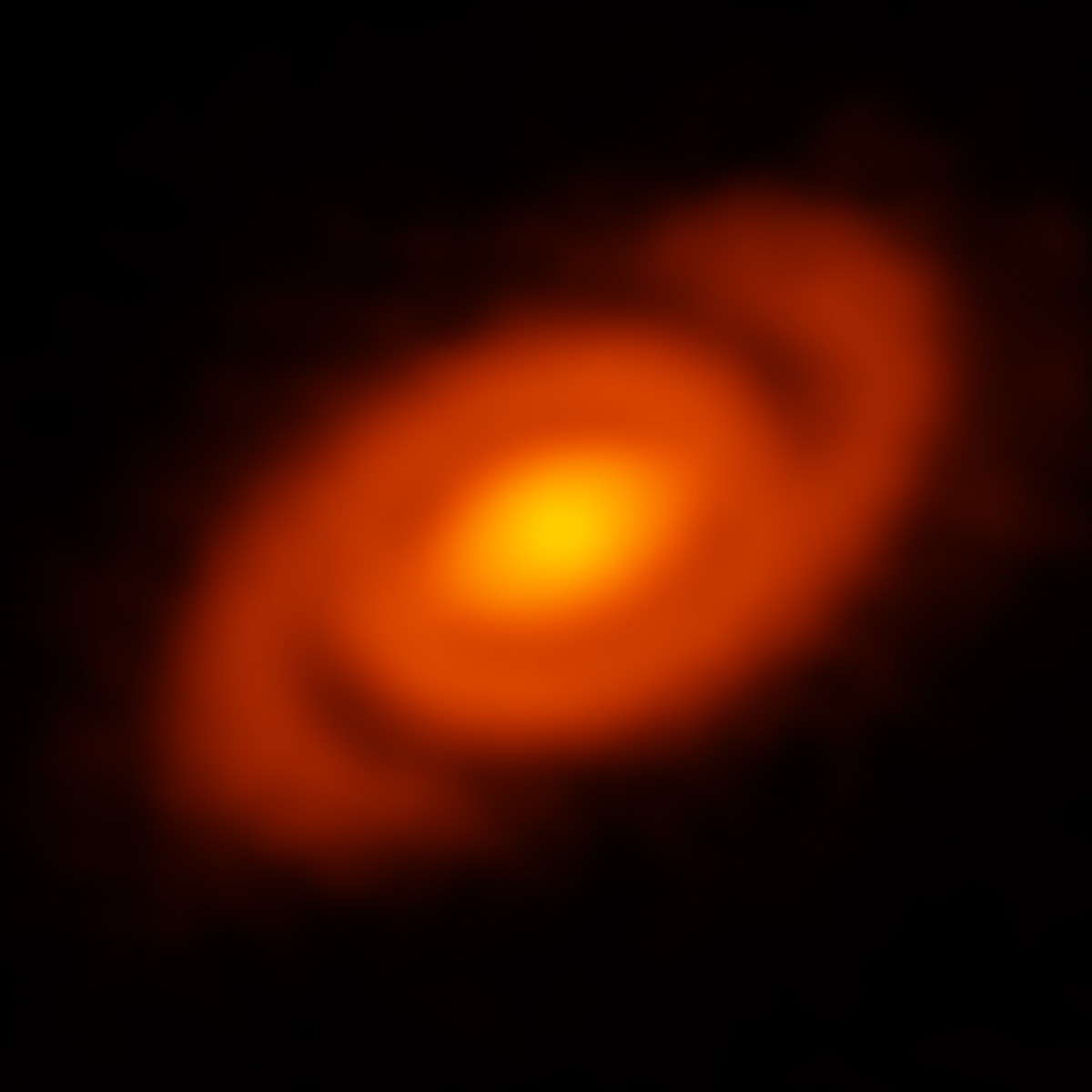
Dysk protoplanetarny otaczający młodą gwiazdę Elias 2-27, znajdującą się w odległości około 450 lat świetlnych.

Hipoteza powstawania Układu Słonecznego opisuje, w jaki sposób dyski protoplanetarne ewoluują w układy planetarne. Oddziaływania elektrostatyczne i grawitacyjne mogą powodować łączenie się pyłu i ziaren lodu w planetozymale. Stanowią one budulec zarówno planet skalistych, jak i gazowych olbrzymów.
Niektóre księżyce Jowisza, Saturna i Urana mogły powstać z mniejszych, okołoplanetarnych analogów dysków protoplanetarnych. Tworzenie się planet i księżyców w geometrycznie cienkich, bogatych w gaz i pył dyskach jest powodem, dla którego planety są ułożone w płaszczyźnie ekliptyki. Dziesiątki milionów lat po powstaniu Układu Słonecznego, w promieniu kilku AU Układ Słoneczny prawdopodobnie zawierał dziesiątki ciał o wielkościach od Księżyca do Marsa, które zderzały się i łączyły w planety skaliste, które teraz obserwujemy.

## Związek z biogenezą
(Zobacz także: Pochodzenie życia)
Na podstawie symulacji komputerowych złożone cząsteczki organiczne niezbędne do życia mogły powstać w dysku protoplanetarnym otaczających Słońce przed powstaniem Ziemi. Według symulacji ten sam proces może zachodzić także wokół innych gwiazd, przy których powstają planety.